# Leonas Kadžiulis
Leonas Kadžiulis (* 27. Juni 1926 in Vėželiai bei Kupiškis; † 12. Juni 2014) ist ein litauischer Agrarwissenschaftler.

## Leben
1943 absolvierte er das Gymnasium Kupiškis und arbeitete in der Grundschule Robliai. Von 1945 bis 1950 absolvierte er das Studium an der Landwirtschaftsakademie der Vytautas-Magnus-Universität und wurde 1972 promoviert. Von 1950 bis 1956 arbeitete er in Dotnuva, von 1956 bis 2001 am Forschungsinstitut, von 1962 bis 1990 als Leiter der Abteilung für Pflanzenheilkunde, ab 1976 Professor. 1992 war er Minister ohne Geschäftsbereich im Kabinett Abišala.

## Bibliografie
- Dobilai, su kitais, 1958;
- Pašarinės žolės, pievos ir ganyklos, su kitais, 1958;
- Pievos ir ganyklos, su kitais, 1965, 2 leid. 1977;
- Daugiamečių žolių auginimas pašarui, 1972, Russisch 1977